# Aragorn
| Hình ảnh:        | |
| Tên:             | Aragorn |
| Tên khác:        | Xem Những tên gọi và danh hiệu                                                                                                 |
|                  | |
| Chức vị:         | Vua của Vương quốc Thống nhất                                                                                                  |
| Chủng tộc:       | Loài người |
| Giới tính:       | Nam giới |
| Sinh:            | Năm 2931 thuộc Thời đại thứ 3                                                                                                  |
| Mất:             | Năm 120 thuộc Thời đaị thứ 4 (thọ 210 tuổi)                                                                                    |
| Xuất hiện trong: | The Fellowship of the Ring (Hiệp hội của nhẫn), The Two Towers (Hai toà tháp), The Return of the King (Sự trở lại của nhà vua) |

Aragorn là một nhân vật hư cấu của nhà văn J. R. R. Tolkien trong bộ Chúa tể của những chiếc nhẫn. Anh xuất hiện lần đầu trong The Fellowship of the Ring (Hiệp hội nhẫn thần) và trở thành một nhân vật chính của bộ truyện The Lord of the Rings (Chúa tể của những chiếc nhẫn).

## Hình tượng nhân vật

### Trong văn học

#### Tiểu sử
| Những hậu duệ của Isildur |
| Những người con trai của Isildur |
| Elendil · Aratan · Ciryon |
| Những vị vua đầu của Arnor |
| Valandil · Eldacar · Arantar Tarcil · Tarondor · Valandur Elendur · Eärendur                                                                           |
| Những vị vua của Arthedain |
| Amlaith · Beleg · Mallor Celepharn · Celebrindor Malvegil                                                                                              |
| Những vị vua của Arnor |
| Argeleb I · Arveleg I · Araphor Argeleb II · Arvegil · Arveleg II Araval · Araphant · Arvedui                                                          |
| Những thủ lĩnh của Dúnedain |
| Aranarth · Arahael · Aranuir Aravir · Aragorn I · Araglas Arahad I · Aragost · Aravorn Arahad II · Arassuil · ArathornI Argonui · Arador · Arathorn II |
| Những vị vua của Vương quốc thống nhất |
| Aragorn II · Eldarion |
| Dòng họ Anárion |

Theo như phụ lục của The Return of the King thì Aragorn là con của Arathorn II và Gilraen. Anh được đặt tên để nhớ đến tổ tiên là Aragorn I. Qua người tổ tiên Elendil (rất giống anh), Aragorn biết rằng mình là con cháu của Elros Tar-Minyatur, vị vua đầu tiên của Númenor và là người em trai của chúa Elrond Half-Elven. Người tổ tiên Arvedui của anh kết hôn với Fíriel (con trai của họ là Aranarth) và điều đó đã khiến cho anh trở thành hậu duệ cuối cùng của Anárion.
Khi Aragorn mới chỉ hai tuổi, cha anh bị giết khi săn đuổi bọn Orc. Anh lớn lên ở vùng Rivendell dưới sự nuôi nấng của Elrond. Mẹ anh đã yêu cầu thân thế của anh phải được giữ kín. Bà sợ rằng một ngày nào đó, anh sẽ bị giết như cha và ông nội bởi bản tính của những hậu duệ của Elendil và Isildur. Aragorn được đổi tên thành Estel và không được cho biết về khoản thừa kế của mình tới tận năm 2951.
Elrond để lộ cho Estel (nghĩa là "hi vọng" trong tiếng Sindarin) tên và dòng dõi thật sự của anh. Ông chuyển giao cho anh những mảnh vỡ của thanh kiếm của Elendil (thanh Narsil) và chiếc nhẫn của Barahir (Ring of Barahir). Anh từ chối nhận Cây trượng của Annuminas (Sceptre of Annúminas) cho tới khi anh đủ sức mạnh để khống chế nó. Cùng thời gian đó, Aragorn gặp và bắt đầu yêu Arwen, con gái của Elrond. Arwen vừa trở về từ vương quốc của mẹ nàng là Lórien.
Aragorn chấp nhận làm thủ lĩnh thứ 16 của Dúnedain, The Rangers of the North (tạm dịch là Người bảo vệ phương Bắc), rồi ra đi sống cuộc sống tự do cùng với những người sót lại của những vương quốc đã bị tàn phá bởi chiến tranh.
Aragorn gặp Gandalf "The Grey" (Gandalf Áo Xám) vào năm 2956, và họ trở thành bạn của nhau. Theo lời khuyên của Gandalf, anh và những người tùy tùng bắt đầu bảo vệ cho vùng đất Shire, ngôi làng của những người nông dân bé nhỏ Hobbit.
Từ năm 2957 tới 2980, Aragorn trải qua nhiều cuộc phiêu lưu thú vị, tham gia quân đội của vua Thengel xứ Rohan và Steward Ecthelion II xứ Gondor. Nhiều nhiệm vụ thành công thời gian này của anh đã cổ vũ cho tinh thần vùng phía Tây và chống lại sự phát triển lớn mạnh của Sauron và đồng minh của hắn. Aragorn đã giành được vô số kinh nghiệm quý giá trong thời gian này mà sau đó đã tỏ ra rất hữu dụng trong War of the Ring (hay The Fellowship of the Ring). Aragorn đã giúp đỡ những vua chúa bằng một cái tên giả trong suốt thời gian này là Thorongil (Chim đại bàng của ngôi sao). Năm 2980, với một đội thuyền nhỏ của xứ Gordon, anh tổ chức một cuộc tấn công những kẻ nổi loạn ở Umbar, đốt cháy nhiều tàu thuyền của Corsair và tự tay giết tên lãnh chúa trong trận chiến ở Havens. Sau chiến thắng đó, Thorongil rời bỏ quân đội và sự hèn nhát của đoàn tùy tùng. Anh đi về phía Đông.
Cuối năm 2980, anh tới Lórien và gặp lại Arwen. Anh trao nàng chiếc nhẫn của gia đình. Sau đó, trên ngọn đồi ở Cerin Amroth, Arwen hứa hôn với anh, từ bỏ dòng giống bán tiên và chấp nhận một cuộc sống của con người, trong đó, cô cũng phải một ngày đón nhận cái chết.
Elrond không cho phép Aragorn cưới con gái mình tới khi con trai nuôi của ông trở thành vua của Gondor và Arnor. Ngoài ra, lấy Aragorn đồng nghĩa với việc Arwen phải từ bỏ cuộc sống bất tử của mình. Ông cũng lo sợ cho cả hạnh phúc của cô, lo rằng một ngày cô sẽ tìm đến cái chết vì đau khổ.
Trước khi những sự việc trong The Lord of the Rings diễn ra, Aragorn đã đi du ngoạn qua mỏ vàng Dwarven ở Moria, và tới cả Harad (nơi mà theo lời anh thì "những ngôi sao thật lạ"). Tolkien không đề cập cụ thể đến khoảng thời gian này.
Năm 3009, Galdalf nghi ngờ chiếc nhẫn của Bilbo Baggins. Hóa ra chiếc nhẫn đó chính là chiếc nhẫn One Ring (ở Việt Nam, nó được nhiều người biết đến với cái tên "Chiếc Nhẫn quyền lực"), nguồn sức mạnh của Sauron. Aragorn nhận lời tới Rhovanion để tìm Gollum, kẻ đã bị chiếc nhẫn ám ảnh. Anh bắt được một sinh vật ở Dead Marshes gần Mordor, và mang hắn tới đại sảnh Thranduil ở Mirkwood để Gandalf tra hỏi.

#### TrongThe Lord of the Rings
Trong The Fellowship of the Ring (phần đầu của The Lord of the Rings), Aragorn gặp Hobbit Frodo Baggins (cháu của Bilbo) và ba người bạn của anh tại quán Con ngựa nhảy (Inn of the Prancing Pony) tại làng Bree. Bốn người này bắt đầu lên đường từ xứ Shire để mang Chiếc nhẫn Quyền lực tới Rivendell. Aragorn lúc đó 87 tuổi, gần vào tuổi đời đẹp nhất đối với một con người thuộc dòng dõi Númenórean. Với sự giúp đỡ của anh, những người Hobbit kia đã chạy thoát được khỏi Nazgul và tới được Rivendell. Tại đây, Aragorn đã được lựa chọn vào Hiệp hội bảo vệ nhẫn (The Fellowship of the Ring) được thành lập nhằm bảo vệ Frodo, người được giao nhiệm vụ mang chiếc nhẫn nguy hiểm đó tới núi Doom ở Mordor để phá hủy nó. Ngoài Aragorn, Gandalf và Frodo, hội còn có cả hai người bạn của Frodo là Pippin và Merry, người bạn tốt bụng Samwise Gamgee, tiên Legolas, người lùn Gimli và Boromir từ Gondor. Trước khi mọi người chia tay, những mảnh vỡ của Narsil đã được rèn lại và mang một cái tên mới là Andúril.
Aragorn đi theo nhóm qua Caradhras và mỏ vàng ở Moria. Anh trở thành thủ lĩnh khi Gandalf bị chết trong trận chiến với Balrog. Anh dẫn đoàn tới Lothlórien và sau đó xuống dưới sông cả Anduin tới thác Rauros. Lúc đầu, anh lập kế hoạch để tới Gondor và giúp đỡ người ở đây trong chiến tranh, nhưng sau cái chết của Galdalf, anh còn là người chịu trách nhiệm về Frodo. Trong khi Frodo và Sam tiếp tục chuyến đi đến Mordor, Aragorn, cùng với Legolas và Gimli, tới Rohan để giải thoát cho Merry và Pippin đã bị quái vật Uruk-hai, tay chân của Saruman bắt đi.
Trong phần The Two Towers, ba người Aragorn, Legolas và Gimli gặp Éomer, chiến binh đã đánh đuổi bọn Orc trong vùng. Nhờ Éomer, Aragorn biết rằng bọn Orc bắt Merry and Pippin đã bị giết sạch, và họ không thấy một người Hobbit nào. Đau buồn, anh cùng Legolas và Gimli tới bãi chiến trường. Dựa vào những dấu vết, Aragorn tin tưởng rằng hai người Hobbit vẫn còn sống, và anh cùng hai người bạn lại đi vào rừng Fangorn. Họ không tìm thấy Merry và Pippin, nhưng họ lại gặp Gandalf "Trắng" (Gandalf "the White") trở về từ Valinor để tiếp tục chiến đấu với Sauron. Gandalf cho họ biết rằng hai người kia vẫn còn sống và được người Ent tại Fangorn (một người cây trong truyện) bảo vệ. Sau đó, Gandalf và ba chiến binh cùng tới Edoras, giải thoát cho vua Théoden khỏi bùa mê của Saruman và giúp ông tập hợp quân đội cho một trận chiến.
Aragorn, Legolas và Gimli sau đó đã giúp Rohan trong trận chiến quyết định đánh bại đạo quân của Saruman tại vực Helm (Helm Deep): trận Hornburg. Để làm sao nhãng con mắt của Sauron khỏi Frodo đã tới Mordor, Aragorn sử dụng Quả cầu tiên tri (palantír). Sauron có lẽ đã tưởng rằng Aragorn đang giữ Chiếc nhẫn của hắn, do đó, hắn ra lệnh tấn công và Minas Tirith vội vã và không chuẩn bị kĩ.
Để bảo vệ thành phố, Aragorn đã đi vào Con đường của người chết (Paths of the Dead) và triệu tập Những người chết ở Dunharrow (Dead Men of Dunharrow). Họ chưa trả món nợ của lòng trung thành với vua của Gondor trong quá khứ. Isildur và nhà tiên tri Malbeth đã tiên đoán trước rằng một ngày nào đó những con người đã từng bội tín đó sẽ trả lại món nợ này. Với sự giúp đỡ của họ, Những con tàu hải tặc từ Umbar (Corsairs of Umbar) đã bị đánh bại. Aragorn cùng một nhóm nhỏ cung thủ và một đạo quân tiếp viện của những người phương Nam lên thuyền đi từ Anduin tới Minas Tirith. Khi đến chiến trường Pelennor, Aragorn mở lá cờ mà Arwen đưa cho anh ra, bên trong in hình thân cây trắng của Gondor (White Tree) cùng với chiếc vương miện nạm ngọc và bảy ngôi sao của dòng họ Elendil. Với sự giúp đỡ của đạo quân từ phương Nam, Gondor và Rohan đã cùng nhau đánh bại quân đội của Sauron.
Sự phục hồi dòng họ Elendil trên ngai vàng của Gondor không phải nội dung chính của The Lord of the Rings. Cuộc phiêu lưu của Aragorn không chỉ giúp Frodo hoàn thành sứ mạng mà còn đưa anh lên ngai vàng - vốn bị bỏ trống từ lâu do chiến tranh, luật lệ và các sự kiện quá khứ. Người dân Gondor đã sống dưới sự cai quản của quan nhiếp chính hàng thế kỉ, điều đó làm họ nghi ngờ khi biết rằng dòng dõi hoàng tộc vẫn còn. Ngay sau khi Isildur ra đi, Meneldil, con trai của Anárion, đã tách Gondor ra khỏi Arnor về mặt chính trị, dù vậy danh hiệu trang trọng Hoàng đế tối cao vẫn còn đối với dòng họ phương Bắc (vì Isildur là con trưởng của Elendil). Sự sắp đặt này đã được củng cố bởi quan nhiếp chính Pelendur trong gần 2000 năm trước khi ngai vàng của Averdui bị loại bỏ bởi sự khủng hoảng của người Gondor (Eärnil, một người thuộc dòng dõi Anárion đã lên kế vị ngai vàng). Tuy vậy, Averdui đã đưa được dòng họ mình tới gần ngai vàng khi cưới một người dòng họ Anárion; vì thế mà sau này Aragorn không chỉ là hậu duệ của Isildur và Elendil mà còn của người con trai Elendil và em trai Isildur: Anorien.
Trong The Return of the King, quan nhiếp chính Denethor tuyên bố sẽ không cúi mình trước bất kì hậu duệ nào của Isildur. Khi Aragorn cứu sống Faramir, con trai Denethor, Faramir đã công nhận anh xứng đáng với ngai vàng. Sự khiêm tốn và quả cảm đã giúp Aragorn lấy được sự tin tưởng của người dân trong Minas Tirith. Khả năng chữa bệnh của Aragorn cũng là một dấu hiệu để những người dân Gondor nhận ra vị vua thật sự; vì Ioreth đã từng nói: "Những bàn tay của nhà vua là cũng là những bàn tay của thầy thuốc, điều đó sẽ cho biết ai là vị vua đích thực". Aragorn được chào đón như một vị vua vào ngay tối hôm đó.
Cho dù đã được thừa nhận và lá cờ hoàng gia đã được treo lên, Aragorn vẫn quyết định chưa nhận quyền thừa kế. Anh hiểu rằng nếu ngay lập tức lên ngôi thì sẽ gặp phải sự chỉ trích của những kẻ chống đối và khiến cho Gondor bị chia rẽ; điều đó rất nguy hiểm vì phương Tây đang cần đoàn kết để chống lại Sauron. Để tránh sung đột, Aragorn làm dấu hiệu từ chối và rời khỏi Minas Tirith sau khi đã cứu chữa cho những người dân trong suốt những ngày 15-16 tháng 3. Anh chỉ quay lại vào ngày 1 tháng 5 khi chính thức lên làm vua.
Để giúp Frodo đi qua Mordor một cách an toàn, Aragorn đã mang quân từ Minas Tirith tới khiêu chiến trước Cánh cổng đen của Mordor (Black Gate of Mordor) nằm đánh lạc hướng con mắt của Sauron, đây chính là chiến trường Morannon. Gandalf là người đưa ra mệnh lệnh tối cao sau trận chiến Pelennor và là người phát ngôn chính trong khi đàm phán với kẻ được gọi là Cái miệng của Sauron (Mouth of Sauron). Còn Aragorn là người chỉ huy trong trận chiến và đưa nó tới thắng lợi.
Sau khi đánh bại Sauron, Aragorn lên ngôi và được biết đến là Hoàng đế Elessar (nghĩa là "Đá tiên" trong tiếng Quenya, một loại ngôn ngữ do Tolkien sáng tạo), một cái tên do Galadriel đặt. Anh trở thành vị vua thứ 26 của Arnor, thứ 13 của Gondor và là vị vua đầu tiên của Vương quốc Thống nhất, dù vậy phải mất vài năm để thiết lập lại chính quyền vững chắc tại Arnor. Dòng họ của Aragorn giờ được biết đến với tên gọi Dòng họ Telcontar (trong tiếng Quenya viết là "Strider", cái tên được Aragorn nói với những người Hobbit ở làng Bree). Aragorn cưới Arwen ngay sau khi lên làm vua và cai trị Gondor tới năm 120 của Thời đại thứ tư. Triều đại huy hoàng của Aragorn được nhớ tới bởi sự thống nhất và thịnh vượng của Arnor và Gondor; sự hồi phục của liên minh giữa con người, tiên và người lùn; sự phát triển mạnh mẽ của đất nước sau chiến tranh. Aragorn đem quân đội đi đánh Easterlings và Haradrim, chiếm lại những vùng đất của Gondor đã bị mất từ hàng thế kỉ trước. Aragorn mất vào năm 210 tuổi sau 122 năm làm vua. Người con trai Eldarion lên thừa kế ngai vàng và người vợ Arwen đã chết không lâu sau đó.

### Sự phóng tác nhân vật

Aragorn trong bộ phim hoạt hình The Lord of the Rings (1978)
Aragorn trong bộ phim hoạt hình The Return of the King
Aragorn (Viggo Mortensen) trong loạt phim The Lord of the Rings của Peter Jackson

#### Trên màn ảnh
Trong bộ phim hoạt hình The Lord of the Rings của đạo diễn Ralph Bakshi làm năm 1978, Aragorn được lồng tiếng bởi John Hurt. Aragorn trong bộ phim này có ngoại hình khác hẳn trong các bộ phim sau này: anh ta không có râu. Điều này là do trong tác phẩm Unfinished Tales (Những câu chuyện không bao giờ hết) Tolkien viết rằng Aragorn có thể không có râu vì anh ta có nguồn gốc tiên (loài tiên không mọc râu). Dù vậy, trong một tác phẩm khác ông cũng nói rằng loài tiên đã từng có râu, tiêu biểu là nhân vật Círdan trong The Lord of the Rings. Các nhà phê bình và khán giả còn nhận xét Aragorn trong bộ phim này trông rất giống một người thổ dân châu Mỹ, dù vậy đây không phải là lý do chính gây bất lợi cho bộ phim.
Aragorn được lồng tiếng bởi Theodore Bikel trong bộ phim hoạt hình The Return of the King năm 1980. Đây là lần đầu tiên anh ta xuất hiện tại chiến trường Pelennor và chỉ huy đoàn quân tiếp viện từ phương Bắc.
Trong bộ 3 phim The Lord of the Rings của đạo diễn Peter Jackson, diễn viên Viggo Mortensen đóng vai Aragorn, vai diễn này đã được dự định dành cho Stuart Townsend vào 1 tháng trước đó. Trong bộ phim này, Aragorn bắt đầu chuyến đi cùng Hiệp hội bảo vệ nhẫn và hoàn toàn không có ý muốn lên làm vua. Anh chỉ bắt đầu ý định này vào phần 3 bộ phim, sau khi chiến thắng được sự thiếu tự tin của chính mình. Điều này hoàn toàn không có trong tác phẩm của Tolkien, nơi mà Aragorn luôn cố giành lại ngai vàng khi có cơ hội. Trong số các nam diễn viên được đề nghị còn có Daniel Day-Lewis (từ chối vai diễn); Russell Crowe và Jason Patric có vai trò thay thế trong trường hợp Mortensen không thành công trong vai diễn.

#### Trên sân khấu
Evan Buliung vào vai Aragorn trong vở kịch The Lord of the Rings dài ba tiếng tại Toronto, Canada năm 2006.
Tại Mỹ, Josh Beshear đóng Aragorn tại Cicinati, Ohio trong vở The Return of the King của nhà hát Clear Stage Cicinanti. Tại nhà hát Lifeline Theatre, Chicago, Robert McLean đóng Aragorn trong vở The Two Towers năm 1999.

#### Trên radio
Robert Stephens đọc lời thoại Aragorn trong loạt truyện truyền thanh The Lord of the Rings của BBC Radio năm 1981.

## Những nét đặc biệt
Tolkien đã miêu tả khá ngắn gọn nhưng chi tiết về ngoại hình Aragorn trong The Fellowship of the Ring: gầy, đen và cao, có mái tóc đen xù xì "điểm những đốm xám", đồi mắt xám và bộ mặt xanh xao nghiêm nghị. Trong phần phụ lục "Câu chuyện của Arwen và Aragorn", anh được miêu tả là hay tỏ ra buồn và dữ dằn, đôi lúc coi nhẹ mọi việc.
Aragorn có được những kiến thức của loài tiên do hồi nhỏ ở cùng với Elrond tại Rivendell, anh cũng có khả năng thấy trước tương lại của Dúnedian. Aragorn là một thầy thuốc tài ba, đặc biệt là khả năng sử dụng cỏ athelas (còn được biết đến với tên gọi "Lá cây của nhà vua"). Anh cũng là một chiến binh dũng mãnh và là một người chủ huy không ai sánh kịp. Sau trận đánh ở chiến trường Pelennor, Aragorn, Éomer và Imharil được miêu tả là gần như không bị thương tích gì, mặc dầu họ đã chiến đấu rất nhiều. Là hậu duệ của Isildur, Aragorn có những sức mạnh đặc biệt của con người; anh buộc Sauron cho phép mình tự do sử dụng quả cầu palantír (cho dù Aragorn mới là chủ nhân thật sự của quả cầu tiên tri vì anh là hậu duệ của Elendil).
Dù rằng không hề có dấu hiệu nào cho thấy Aragorn nghi ngờ nhiệm vụ và vận mệnh của mình: lãnh đạo mọi người chống lại Sauron, làm vị vua tương lại của vương quốc thống nhất, anh cũng không phải không có lúc thiếu tự tin về bản thân. Đó là lúc anh nghi ngờ những quyết định của mình khi lãnh đạo Hiệp hội bảo vệ nhẫn sau khi mất Gandalf ở mỏ Moria và tự đổ lỗi cho mình về các rủi ro sau đó.
Có một dịp mà sự kiêu hãnh của Aragorn (hoặc có thể là sự kính trọng với tài sản của tổ tiên) đã dẫn tới rắc rối. Anh từ chối bỏ thanh kiếm Adúril (tài sản gia truyền vô giá của Númennor và là một trong các vũ khí đã hạ gục Sauron) bên ngoài của lâu đài Endoras theo yêu cầu của Theoden; Gandalf đã phải 
lẻn ra đằng sau lưng Aragorn và lấy nó. Ngay sau đó, Aragorn đã thề cái chết sẽ tới với bất cứ ai khác chạm vào nó (bởi bàn tay anh ta hoặc những phép thuật không ai biết).

## Những tên gọi và danh hiệu
Aragorn từng được gọi là Dúnadan ("Người phương Tây" hay Númenórean, tên này do Bilbo đặt cho khi ở Rivendell); Longshanks (Chân dài, do Bill Ferny ở Bree đặt); Strider (gọi bởi Butterbur); Wingfoot (Bàn chân gió, Éomer đặt cho khi biết Aragorn đã đi 40 league trong 4 ngày để đuổi theo đàn Uruk-hai giải cứu Merry và Pippin). Anh là người lập ra dòng họ Telcontar (Telcontar là Strider trong tiếng Quenya, đây là tên những người nông dân phương Bắc đặt cho khi thấy vẻ khả nghi của anh), dòng họ cai trị Gondor trong suốt Thời đại thứ tư của Middle-earth; trong các ghi chép niên hiệu của Aragorn là Elessar Telcontar. Aragorn còn được gọi là Estel (hi vọng) để bảo vệ dòng dõi nhà vua thực sự khỏi kẻ thù khi mọi người đang tìm kiếm hậu duệ của Islidur. Aragorn cũng được biết đến là Thorongil (Đại bàng của sao trời) khi đi du hành khắp Middle-earth, thực hiện sứ mạng ở Rohan và Gondor, bảo vệ các doanh trại và tấn công bất ngờ quân địch như khi anh tiêu diệt đoàn tàu chiến của Umbar. Và cuối cùng, anh được gọi là Aragorn, con trai Arathorn.

## Ý tưởng và sự sáng tạo nhân vật
Ý tưởng ban đầu về con người và số phận của Aragorn đã phải trải qua rất nhiều thay đổi để có được hình tượng cuối cùng. Nguyên do là Tolkien chưa nghĩ ra cốt truyện đầy đủ hoặc chưa lên kế hoạch về nhân vật chính khi bắt đầu viết truyện; nhưng trong quá trình sáng tác ông đã dần "khám phá" ra những điều đó.

### Những ý tưởng đầu tiên
Hình tượng của Aragorn trong ý tưởng đầu tiên của tác giải là một Hobbit lập dị mà Bingo Bolger-Baggins (tiền thân của Frodo Baggins) gặp tại quán Con ngựa nhảy. Diện mạo và cách cư xử của anh ta rất giống với Aragorn sau này; sự khác biệt rõ nhất ở chỗ anh ta là một người Hobbit luôn mang ủng gỗ, do đó còn có biệt danh là Trotter do những tiếng kêu tạo ra khi hai chiếc ủng va vào nhau. Anh ta cũng được miêu tả là "một trong số những con người hoang dã - những người bảo vệ rừng" và đóng vai trò tương tự Aragorn trong chuyến đi tới Rivendell.
Tolkien đã do dự rất lâu về hình tượng Trotter. Trong một ghi chép, ông có ghi là những người bảo vệ rừng không nhất thiết phải là người Hobbit, điều đó có nghĩa Trotter có thể là con người, hoặc là một Hobbit kết giao với những người bảo vệ rừng và trở nên nổi tiếng (trong câu truyện). Ý tưởng sau đó liên quan tới một nhận xét của Bingo: "Tôi cảm thấy đã từng nhìn thấy anh ta ở đâu đó" (I keep on feeling that I have seen him somewhere before). Tolkien đã từng có ý định ghép Bilbo Baggins và Trotter thành một người, nhưng ngay sau này đã ông từ bỏ ý tưởng đó.
Một ý tưởng khác về Trotter là "Fosco Took (người anh họ đầu tiên của Bilbo), người biến mất khi còn là một đứa trẻ, có một món nợ với Gandalf". Câu truyện còn phức tạp hơn khi Trotter được cho làm anh họ của Frodo, một người cháu của Bilbo có tên Peregrin Boffin. Anh này được cho rằng đã đi khỏi nhà khi tới tuổi trưởng thành, khoảng 20 năm trước bữa tiệc sinh nhật của Bilbo; anh ta còn giúp Gandalf theo dõi Gollum sau này. Có một chi tiết giả thích tại sao anh ta luôn đi ủng gỗ: anh bị Chúa tể hắc ám bắt và tra tấn tại Mordo, sau đó được Gandalf giải cứu; Tolkien ghi ra lề sách rằng chi tiết này sẽ giải thích cho đôi ủng gỗ..
Ý tưởng để Trotter là một người Hobbit đã bị tác giả từ bỏ cùng với việc viết lại. Trong một khoảng thời gian ngắn, Tolkien từng có ý định để Trotter là "một vị tiên cải trang - người bạn của Bilbo ở Rivendell", đi thám thính từ Rivendell và "giả vờ là một người bảo vệ rừng".
Không lâu sau, cuối cùng tác giải đã quyết định Trotter là con người; những lời giới thiệu đầu tiên về anh ta là "hậu duệ của những người phương Bắc cổ, thuộc dòng họ của Elrond"; và tên anh là Aragorn. Khi lịch sử của Númenor và những hậy duệ của Elros đã được phát triển đầy đủ, những phần nhỏ của nó được phát triển và gắn với sự phát triển nhân vật Aragorn trong The Lord of the Rings. Chính sự phát triển của lịch sử Thời đại thứ hai và thứ ba đã phụ thuộc vào việc gắn kết Trotter vào bên trong chúng.

### Những sự phát triển sau này
Mối liên hệ giữa Aragorn và Gondor đã được tác giả phát triển lâu dài và phức tạp, cũng như sự kết giao của anh với Boromir. Ban đầu, tổ tiên Aragorn được ghi là những người Númenor tha hương, chỉ huy người dân xứ Ond(tên đầu tiên của Gondor), nhưng sau đó họ bị Vua phù thủy tống khứ khi Sauron nổi loạn. Câu chuyện về hai dòng họ hậu duệ Elendil cai trị hai vương quốc của loài người qua nhiều thế hệ đã được xuất hiện dần dần. Có một lần Tolkien có vẻ đã có những ý tưởng về ba thế hệ giữa Isildur và Aragorn.
Có một điểm quan trọng mà tác giả đã không đưa vào cho tới những chi tiết viết về mối quan hệ giwã Aragorn và Arwen sau này. Trong lần đầu tiên tác giả giới thiệu Éowyn, điều thú vị là tình cảm cô dành cho Aragorn không phải là không hề được anh đáp lại, có những ghi chép cho thấy tác giả có ý định cho họ cưới nhau vào cuối câu chuyện. Nhưng ngay sau đó ông lại có một kế hoạch khác, đó là để cho Éowyn chết khi bảo vệ và báo thù cho Theoden, và như vậy Aragorn không thể lấy cô.
Trong lần đầu tiên đề cập đến người con gái của Elrond tên là Finduilas, tác giả đã ám chỉ rằng cô được tạo ra để dành cho Aragorn. Nhưng Tolkien không hề có một gợi ý nào về việc cô có đóng một vai trò nào đó trong câu chuyện hay không. Có những chi tiết ám chỉ tới đám cưới của họ trong phần cuối truyện, nhưng cho tới khi gần hoàn thành tác phẩm Tolkien mới quyết định dứt khoát. Ông chỉ ghi lại mối quan hệ giữa Aragorn và Arwen một cách đầy đủ trong phần phụ lục cuốn The Lord of the Rings.
Tolkien đã từng có một ý tưởng là để Galadriel đưa cho Aragorn Chiếc nhẫn quyền lực, như vậy anh sẽ phù hợp với danh hiệu "Chúa nhẫn"(Lord of the Ring).

### Những cái tên bị loại bỏ
Danh hiệu Trotter đã được sử dụng trong một thời gian dài, Tolkien chỉ quyết định đổi nó thành Strider khi đã hoàn thành tác phẩm. Cũng có khác nhiều từ dùng để dịch Trotter sang tiếng Sindarin: Padathir, Du-finnion và Rimbedir, gồm cả Ethelion có thể tương đương với Peregrin(Boffin). Thay vì danh hiệu "Dúnadan" được dùng sau này, cái tên bằng tiếng Quenya Tarkil (người đàn ông cao quý) đã được dùng đầu tiên, từ này đồng nghĩa với Númenórean.
Tolkien đã do dự nhiều lần về "tên thật" của Trotter. Mặc dầu ông nghĩ tới cái tên Aragorn đầu tiên ngay khi gán cho Trotter nguồn gốc loài người nhưng ông cũng đã thay đổi nó một vài lần. Ông cho rằng một cái tên của loài tiên thì không phù hợp với con người, do vậy đã đổi từ Aragorn sang Elfstone rồi Ingold, một cái tên trong tiếng Anh cổ với từ -ing có nghĩa là hướng Tây. Dù vậy, khi một chi tiết mới trong câu truyện được nói tới: Galadriel tặng Aragorn một viên đá xanh, thì Tolkien đã quay lại cái tên Elfstone để có thêm sự kết nối với cốt truyện. Nó cũng được dùng trong những phiên bản cuối cùng của huyền thoại vùng Middle-Earth như một cái tên phụ và là Elessar dịch ra tiếng Anh.
Trong số những cái tên thay thế cho Elfstone, Tolkien đề cập tới Elfstan, Elfmere, Elf-friend, Elfspear, Elfwold và Erkenbrand, cùng với các tên khác của loài tiên như Eldamir, Eldavel, Eledon, Qendemir. Tên của cha Aragorn cũng đã đụwoc thay đổi vài lần: Tolkien đã định dùng những cái tên như Aramir hay Celegorn để đi kèm với Aragorn trước nghĩ tới Arathorn; Elfhelm và Eldakar cùng với Elfstone và Eldamir; và Ingrim cùng với Ingold.